# Monaeses fasciculiger
Monaeses fasciculiger es una especie de araña cangrejo del género Monaeses, familia Thomisidae. Fue descrita científicamente por Jezequel en 1964.

## Distribución
Esta especie se encuentra en Costa de Marfil.